# All Systems Go
All Systems Go — двенадцатый студийный альбом американской певицы Донны Саммер. Он был выпущен 15 сентября 1987 года, и стал последним релизом Саммер на лейбле Geffen Records. Альбом вышел через 3 года после последней пластинки Cats Without Claws. Продюсером выступил Харольд Фальтермайер, альбом был ориентирован на FM звучание. Когда альбом был завершен, лейблу понравилось записанное, но не было песни, которую можно было бы выпустить в качестве первого сингла, поэтому вскоре была записана «Dinner with Gershwin» с Ричардом Перри. Донна выступила соавтором на семи треках из девяти.
Лид-сингл «Dinner with Gershwin» достиг 48-й позиции в Billboard Hot 100, 13-й в британском UK Singles Chart, также 13-й строчки в Ирландии и 43-й в Нидерландах. Вторым синглом была выпущена песня «Only the Fool Survives» совместно с Микки Томасом. В Великобритании песня «All Systems Go» достигла 54-й позиции.
All Systems Go стал первым альбомом Донны, который не вошёл в топ 100 альбомного чарта Billboard 200, заняв только 122-ю позицию и выбыв оттуда после шести недель пребывания.

## Список композиций
| №  | Название                                        | Автор(ы)                                                                  | Длительность |
| -- | ----------------------------------------------- | ------------------------------------------------------------------------- | ------------ |
| 1. | «All Systems Go»                                | Харольд Фальтермайер, Донна Саммер                                        | 4:13         |
| 2. | «Bad Reputation»                                | Питер Бунетта, Джо Эриксон, Донна Саммер                                  | 4:14         |
| 3. | «Love Shock»                                    | Харольд Фальтермайер, Брюс Судано, Донна Саммер                           | 4:16         |
| 4. | «Jeremy»                                        | Харольд Фальтермайер, Пит Флосс, Энди Слович, Донна Саммер, Ханнес Трайбе | 4:40         |
| 5. | «Only the Fool Survives» (дуэт с Микки Томасом) | Джон Беттис, Майкл Омартиан, Брюс Судано, Донна Саммер, Вирджил Вебер     | 4:42         |

| №  | Название                | Автор(ы)                                   | Длительность |
| -- | ----------------------- | ------------------------------------------ | ------------ |
| 6. | «Dinner with Gershwin»  | Бренда Расселл                             | 4:39         |
| 7. | «Fascination»           | Эдди Шварц, Дэвид Тайсон                   | 4:30         |
| 8. | «Voices Cryin’ Out»     | Харольд Фальтермайер, Донна Саммер         | 5:20         |
| 9. | «Thinkin’ Bout My Baby» | Джеффри Ламс, Кит Д. Нельсон, Донна Саммер | 6:20         |

| №   | Название                                  | Автор(ы)                                                              | Длительность |
| --- | ----------------------------------------- | --------------------------------------------------------------------- | ------------ |
| 10. | «Tearin’ Down the Walls»                  | Сиеда Гарретт, Тони Мейден                                            | 3:59         |
| 11. | «All Systems Go» (Edit)                   | Харольд Фальтермайер, Донна Саммер                                    | 3:50         |
| 12. | «All Systems Go» (Extended Remix)         | Харольд Фальтермайер, Донна Саммер                                    | 8:03         |
| 13. | «Dinner with Gershwin» (Edit)             | Бренда Расселл                                                        | 4:12         |
| 14. | «Dinner with Gershwin» (Extended Version) | Бренда Расселл                                                        | 7:43         |
| 15. | «Dinner with Gershwin» (Instrumental)     | Бренда Расселл                                                        | 4:12         |
| 16. | «Only the Fool Survives» (Edit)           | Джон Беттис, Майкл Омартиан, Брюс Судано, Донна Саммер, Вирджил Вебер | 4:00         |

## Позиции в хит-парадах
| Хит-парад (1987)                 | Высшая позиция |
| -------------------------------- | -------------- |
| Италия (Musica e dischi)         | 17             |
| Нидерланды (Album Top 100)       | 72             |
| США (Billboard 200)              | 122            |
| США (Billboard Top Black Albums) | 53             |
| Швеция (Sverigetopplistan)       | 27             |
| Япония (Oricon)                  | 69             |